# Tournemire (Cantal)
Tournemire is een gemeente in het Franse departement Cantal in de regio Auvergne-Rhône-Alpes en telt 145 inwoners (1999). De plaats maakt deel uit van het arrondissement Aurillac.

## Geografie
De oppervlakte van Tournemire bedraagt 9,6 km², de bevolkingsdichtheid is 15,1 inwoners per km². Het dorpje ligt op een berg en kijkt uit over de vallei van de Doire.

## Bezienswaardigheden
Het belangrijkste monument is het kasteel van Anjony. Het kasteel heeft een opvallende 15e-eeuwse donjon met vier ronde hoektorens. In het kasteel bevinden zich fresco's uit de 16e eeuw. Tournemire heeft nog vrij veel oude huizen in de traditionele bouwstijl van de Cantal. Het dorpje is lid van Les Plus Beaux Villages de France. De kerk dateert uit de 12e eeuw.

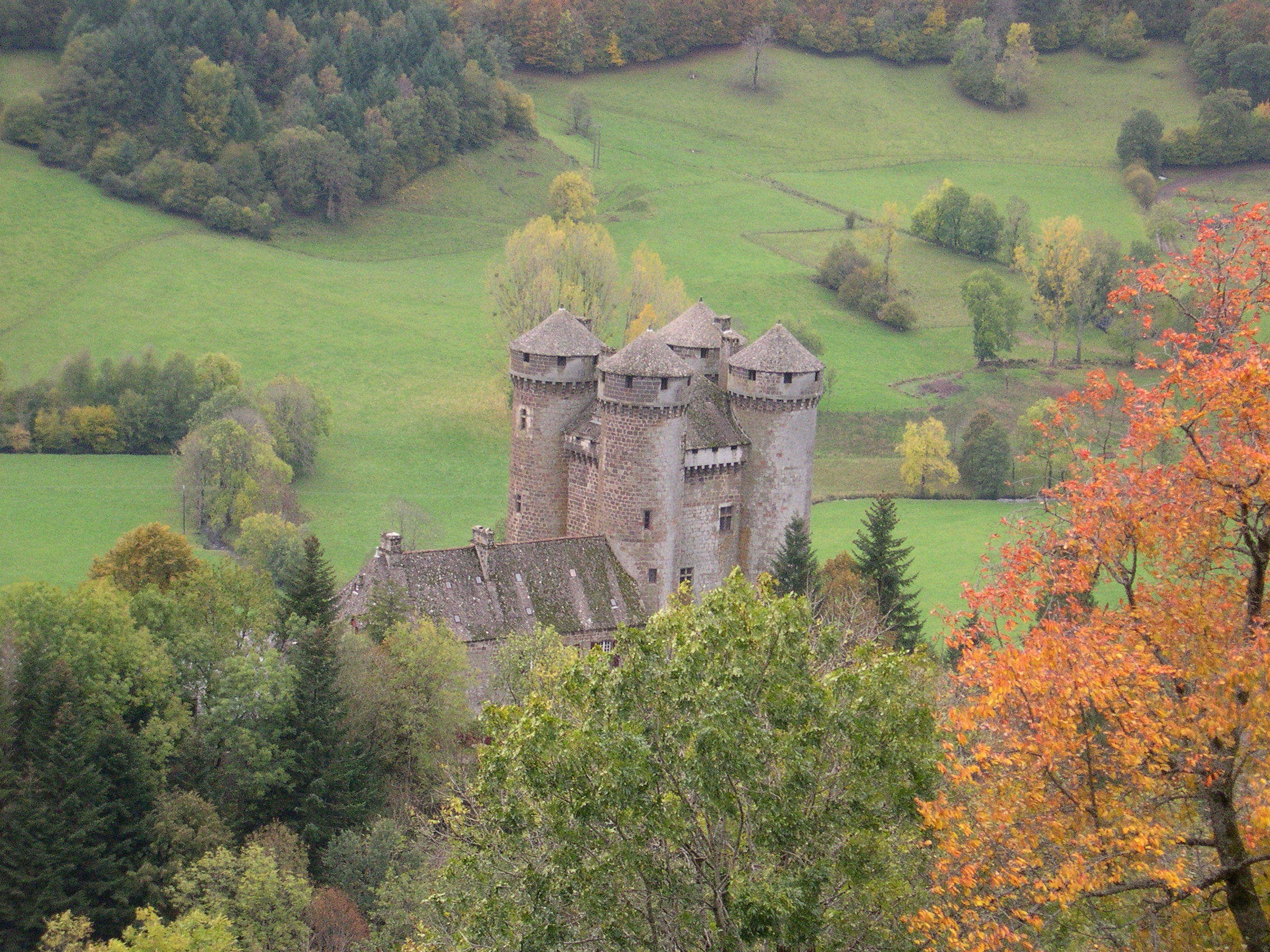
Kasteel van Anjony

De onderstaande kaart toont de ligging van Tournemire (Cantal) met de belangrijkste infrastructuur en aangrenzende gemeenten.

## Demografie
Onderstaande figuur toont het verloop van het inwonertal (bron: INSEE-tellingen).

Vanwege een beveiligingsprobleem met de MediaWiki Graph-software is het momenteel niet mogelijk deze grafiek weer te geven. Zodra de software is bijgewerkt zal de grafiek vanzelf weer zichtbaar worden.